# Kevin McDowell
Kevin McDowell (Geneva, 8 gennaio 1992) è un triatleta statunitense.

## Biografia

### Carriera giovanile
Ha vinto nel 2010 la medaglia di bronzo ai campionati del mondo di triathlon di Budapest, categoria junior.
Nel 2008 si è classificato 11º ai Campionati Panamericani di Mazatlan vinti dal messicano Rodrigo Gonzalez. Nello stesso anno si è classificato 44º ai mondiali di Vancouver vinti dal francese Vincent Luis.
Nel 2009 ha sfiorato il podio, arrivando 4º con un tempo di 55:07, ai mondiali di Gold Coast, vinti dallo spagnolo Mario Mola (54:35) sul britannico Jonathan Brownlee (54:50) e sull'ungherese Kristof Kiraly (54:55). Nello stesso anno si è classificato 11º ai Campionati Panamericani di Oklahoma.
Il 2010 ha vinto il bronzo ai mondiali di Budapest. 
Ai Giochi olimpici giovanili di Singapore 2010 ha vinto l'argento nella gara individuale con il tempo di 54:55, alle spalle del neozelandese Aaron Barclay (54:41) e davanti all'austriaco Alois Knabl (55:04). Nella staffetta mista ha vinto il bronzo gareggiando con la connazionale Kelly Whitley, la messicana Adriana Barraza e l'argentino Lautaro Díaz.

### Carriera Élite
Ai Giochi panamericani di Toronto 2015 ha guadagnato la medaglia d'argento nell'individuale, terminando alle spalle del messicano Crisanto Grajales.
Ha rappresentato gli Stati Uniti ai Giochi olimpici estivi di Tokyo 2020, dove ha vinto la medaglia d'argento nella gara a squadre, gareggiando coi connazionali Katie Zaferes, Morgan Pearson e Taylor Knibb. Nella prova individuale si è classificato sesto.

## Palmarès

### Per gli Stati Uniti d'America
- Giochi olimpici

Tokyo 2020: argento nella gara a squadre
- Mondiali a staffetta

Amburgo 2018: bronzo nella staffetta mista;
Amburgo 2020: argento nella staffetta mista;
- Giochi panamericani

Toronto 2015: argento nell'individuale.
- Giochi olimpici giovanili

Singapore 2010: argento nell'individuale;

### Per la Squadra Mista
- Giochi olimpici giovanili

Singapore 2010: argento nella staffetta mista;

## Titoli
- Campione statunitense di triathlon (Élite) - 2017